# الشركة الجديدة لبنك سوريا ولبنان
الشركة الجديدة لبنك سوريا ولبنان (BSL BANK)، من المصارف المالية القديمة في لبنان. تأسس عام 1919 باسم (بنك سوريا)، ثم غيّر إسمه في العام 1924 إلى (بنك سوريا ولبنان الكبير) وذلك في عهد الإنتداب الفرنسي. وفي العام 1939 تم تبديل الاسم مرة ثانية إلى (بنك سوريا ولبنان).

في العام 1963 ومع إنشاء مصرف لبنان المركزي، واستحداث قوانين جديدة في عالم المصارف في لبنان، تم تغيير الاسم ليصبح الشركة الجديدة لبنك سوريا ولبنان (Société Nouvelle de la Banque de Syrie et du Liban (SNBSL.

ويملك البنك 18 فرعا في لبنان.